# Chavantes
Chavantes este un oraș în São Paulo (SP), Brazilia.